# St.-Pius-Gymnasium Coesfeld

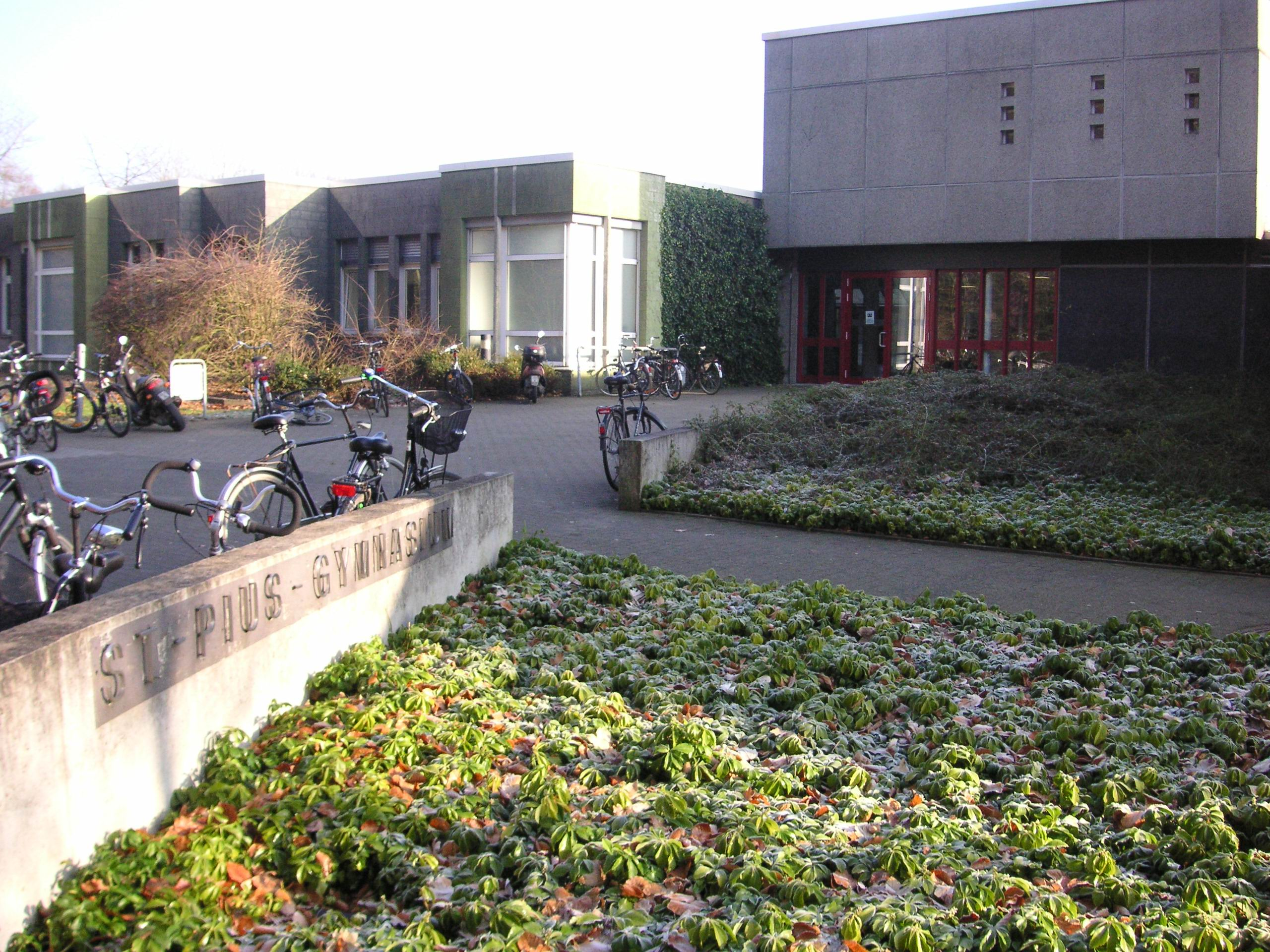
Eingang der Schule

Das St.-Pius-Gymnasium Coesfeld ist eine Privatschule in katholischer Trägerschaft des Bistums Münster in Coesfeld. Die Schule, deren Namenspatron Papst Pius X. ist, wurde bis 1976 als reines Jungeninternat geführt. Heute ist die Schule ein Gymnasium für etwa 750 Jungen und Mädchen. Das Einzugsgebiet des Gymnasiums umfasst den gesamten Kreis Coesfeld und Teile des Kreises Borken. Es liegt umgeben vom sogenannten „Piuswald“ am Stadtrand von Coesfeld.

## Schulleben
Seit dem Jahr 2004 engagieren sich Schüler der neunten und zehnten Klasse im Rahmen des Projektes „Soziales Engagement“ mindestens 20 Stunden bei gemeinnützigen Institutionen.
Ebenfalls seit 2004 ist das Pius-Gymnasium als eine der ersten Schulen in Nordrhein-Westfalen rauchfrei. Dies wurde mit großer Mehrheit von Lehrern, Eltern und Schülern beschlossen.
Um die Verbundenheit zu ihrem Patron auszudrücken, steht seit September 2005 eine Büste des heiligen Papstes Pius X. im Innenhof der Schule.
In den Klassenstufen 6, 8 und 10 finden Tage religiöser Orientierung (TrO) statt. Ein Schulseelsorger ist an der Schule tätig. Darüber hinaus verfügt die Schule über eine moderne, technisch gut ausgestattete Aula.
Das St.-Pius-Gymnasium pflegt seit mehreren Jahrzehnten eine Partnerschaft mit dem Lycée Notre-Dame in Guingamp in der Bretagne. Eine Gruppe von 20 bis 30 Schülern der zehnten Jahrgangsstufe besucht etwa zwei Wochen die bretonische Stadt und empfängt ihre Austauschpartner zu einem ebenso langen Gegenbesuch. Zum Austausch gehört neben dem Schulbesuch auch ein kulturelles Programm.
In der siebten Jahrgangsstufe wird eine Fahrt nach Herne Bay und Whitstable veranstaltet, in der 11. Jahrgangsstufe findet ein Austausch mit Krakau (Polen) statt.
Die Schule gibt einmal jährlich im Advent den „Piusbrief“ mit den Ereignissen des vergangenen Jahres in der Schule heraus. Seit 1984 finden regelmäßig Projektwochen statt.
Es werden zahlreiche Arbeitsgemeinschaften, unter anderem Tanz, Theater, Informatik/Roboter-Steuerung, Badminton, Bogenschießen, Fußball, Rechtskunde und Werken sowie ab Dezember 2006 Lernzirkel angeboten.
Im August 2007 fand eine religiöse Projektwoche statt. Bekanntester Gast war der ehemalige Schüler und damalige Weihbischof Franz-Peter Tebartz-van Elst.
2014 ist die Schule eine Patenschaften mit dem Hilfswerk Misereor eingegangen, die auf eine langjährige Zusammenarbeit unter anderem durch das Sammeln von Spenden für das Hilfswerk beruht.
Im Schuljahr 2016/17 begann das sog. „Ökologische Jahr“ am Pius. Schüler konnten durch umweltbewusstes Handeln an einem schulinternen Wettbewerb teilnehmen. Im Zuge des ökologischen Jahres wurde unter anderem auch eine Photovoltaikanlage installiert, die Strom für die Schule bereitstellt.

### Klassenfahrten
- Klasse 5:  Föckinghausen
- Klasse 7:  Herne Bay und Whitstable
- Klasse 9:  Berlin

### Romfahrt 2014
Anlässlich des 50-Jährigen Schuljubiläums des St.-Pius-Gymnasiums reiste die gesamte Schulgemeinde in der Woche vor den Herbstferien 2014 für acht Tage nach Rom. Planungsphase für die Reise bereits zwei Jahre zuvor. Die Hin- und Rückfahrt in den insgesamt 15 Bussen dauerte jeweils rund 25 Stunden. In Rom haben die Schüler – teilweise klassenweise von ihren Lehrern und Romexperten geleitet, teilweise auch in Schülergruppen selbständig – viele der zahlreichen Sehenswürdigkeiten der Stadt besichtigt. Zu den Höhepunkten der Romfahrt zählte der Besuch des Petersdoms. Hier wohnte die Schulgemeinde einer Morgenmesse von Papst Franziskus auf dem Petersplatz bei, besichtigte die Kuppel und feierte in der Apsis des Petersdoms eine eigene Messe mit dem mitgereisten Münsteraner Weihbischof Dieter Geerlings.

### Kursfahrten
In der Oberstufe (Klasse 11 und 12) sind je nach Kursbelegung verschiedene Kursfahrten Pflicht:
- Schweizer Alpen
- Weimar
- London
- Prag
- Rom

### Sonstige Fahrten
- Sauerlandwanderung (Salawa; freiwillige, mehrtägige Wanderung durch das Sauerland)
- Zugspitzwanderung (freiwillige, etwa einwöchige Wanderung durch die Alpen zur Zugspitze)
- Exkursion zum Heiligen Meer (Biologie-Kurse der Jahrgangsstufe 11)
- Besuch der Kunstakademie Münster (Kunstkurse der Jahrgangsstufe 11)

### Schüleraustausch
- Klasse 09:  Guingamp (nur für Schüler, die Französisch gewählt haben)
- Klasse 10:  Vorort von Lima (nur für Schüler, die Spanisch gewählt haben)
- Klasse 11:  Krakau

## Historische Entwicklung

### Internat und Pius-Colleg
1953 wurde auf Anregung des Bischofs von Münster, Michael Keller, ein Konvikt für den Priesternachwuchs am Stadtrand von Coesfeld an der Stelle der heutigen Kolping-Bildungsstätte errichtet. Mit einem Jungeninternat wurden Jungen aus finanzschwachen Familien und aus dem ländlichen Bereich die Möglichkeit gegeben, das Abitur zu erlangen. Die Idee zu diesem Projekt entstand auf Initiative des Schulleiters des staatlichen Gymnasiums Nepomucenum, Lammers. Die Kirchengemeinde St. Lamberti stellte ein Grundstück am Coesfelder Berg zur Verfügung. Diözeseanbaurat Alfons Boklage (1911–2003) entwarf einen Plan für eine Schule von 80–115 Schülern. Im März 1954 erfolgte der Spatenstich zu einem Rohbau, der in 44 Tagen fertiggestellt wurde. Im August 1954 fand das Richtfest statt und das Haus konnte 1955 von 88 Schülern bezogen werden. Die Schule durfte nur Jungen aufnehmen, die „auf Grunde ihrer charakterlichen und religiösen Haltung begründete Hoffnung bieten, einmal als Priester Gott und den Menschen dienen zu können“. Nur Volksschüler, die für den Eintritt in die Jahrgangsstufe 7 oder 9 in Frage kamen, wurden in Förderkursen, die im Internatsgebäude stattfanden, auf den Besuch des Gymnasiums Nepomucenum vorbereitet. Die Gebühr für die Jungen aus dem Bistum Münster betrug 40–120 DM.

### Gymnasium
Bald wurde erkannt, dass es unzureichend war, lediglich Förderkurse für den Besuch des Gymnasiums Nepomucenum anzubieten. Es erwies sich als notwendig, die Institution, anfangs als reines Internat geplant war, in ein eigenständiges Aufbaugymnasium umzuwandeln, das unabhängig vom Lehrplan des staatlichen Gymnasiums ermöglichte, in sechs oder sieben Jahren die Hochschulreife zu erlangen.
Die Leitung des 1963 gegründeten Aufbaugymnasiums wurde am 1. April 1964 von Josef Siepelmeyer übernommen. Diese staatliche Ersatzschule konnte auch von externen, nicht im Internat wohnenden Schülern besucht werden.

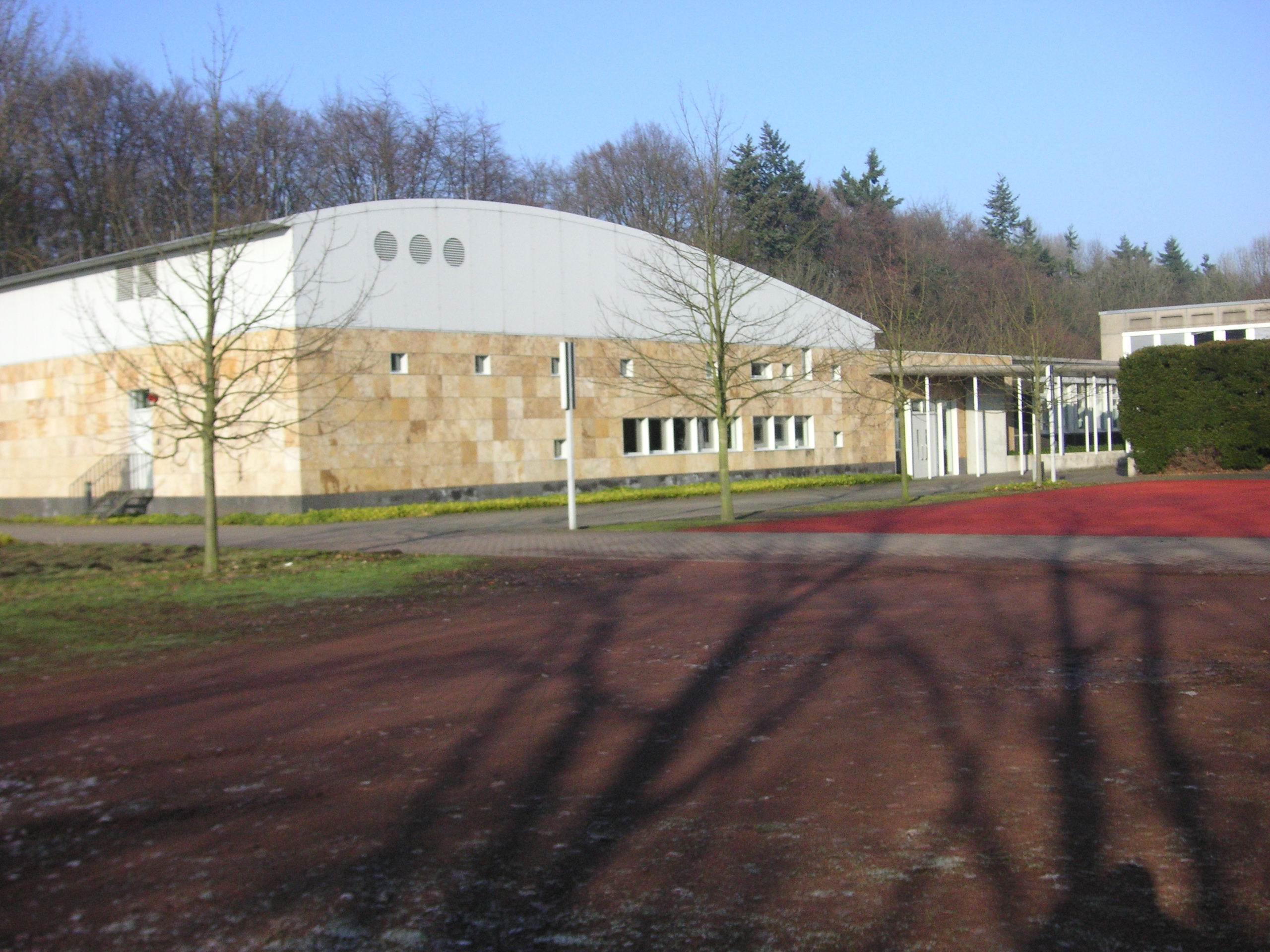
Aula und großer Pausenhof

Zu Beginn des Schuljahres 1964/1965 konnte der Unterricht mit fünf Lehrern und 88 Schülern in den Räumen des Internats für die Jahrgangsstufen 8 und 9 beginnen. Das Aufbaugymnasium bestand zunächst aus drei Klassen mit insgesamt 89 Schülern. Mit einem Wohngebäude mit 40 Einzelzimmern konnte das Internat bis zu 160 Schüler aufnehmen.
Zunächst lernten die Schüler erst Latein, dann Englisch. Schon bald wurde Englisch die erste Sprache, da die Schüler mit Englischkenntnissen von den abgebenden Schulen kamen. Zwei Drittel der Schüler sollten anfangs Internatsschüler sein. 1965 wurde wegen steigender Schülerzahlen am Gerlever Weg auf dem Gelände des heutigen Sportplatzes ein Pavillon mit fünf Klassenräumen errichtet.
Im Schuljahr 1968/1969 wurden 207 Schüler von 14 Lehrern unterrichtet. Mit Beginn des Schuljahres 1969/1970 konnten erstmals Mädchen aufgenommen werden. Damit war das Pius das erste und über ein weiteres Jahrzehnt das einzige Gymnasium Coesfelds, das koedukativen Unterricht anbot. Nach vierjährigem Bestand des Aufbaugymnasiums fand in provisorischen Räumen 1968 das erste Abitur mit elf Schülern statt.
Von 1967 bis Mai 1969 wurde ein neues, zweigeschossiges Schulgebäude geschaffen, der heutige H-Trakt, die Alte Sporthalle mit Kunsträumen und Werkraum. Geplant war das Schulgebäude für bis zu 300 Schüler. Das Pius-Colleg diente weiterhin als Internat für Schüler, die überwiegend das St.-Pius-Gymnasium besuchten.
Zum 1. August 1975 wurden erstmals Schüler der Jahrgangsstufe 5 aufgenommen. 1976 wurden sechs weitere Klassenräume, der Ost-Trakt, gebaut, der erste Musikraum entstand. 1977 wurde das Gymnasium erstmals dreizügig. 1978 wurde eine zweite Sporthalle gebaut. Zum Ende des Schuljahres 1978/1979 verließen die letzten Schüler das Pius-Colleg und das Internatsgebäude wurde dem Kolpingwerk übergeben. Die Schule benutzt nur noch die Kapelle sowie die Aula zusammen mit dem Kolpingwerk. Von da an wurde das St.-Pius-Gymnasium dreizügig geführt. Im August wurde der „Verein zur Förderung des St.-Pius-Gymnasiums e. V.“ gegründet.

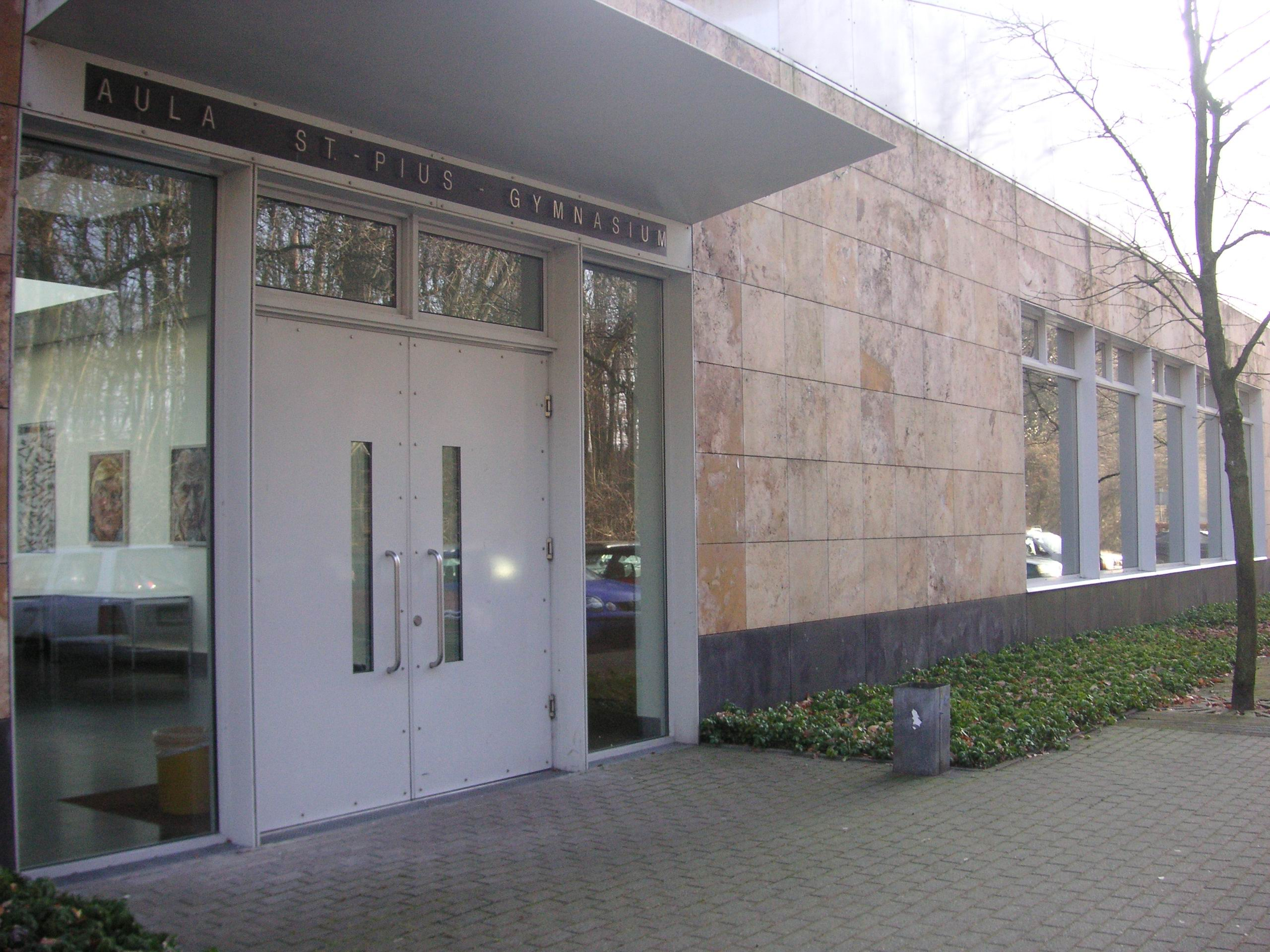
Die Aula

1980 wurde ein zusätzliches Bauvorhaben, der Bau des West-Traktes und des Mittel-Traktes mit dem Neuen Erdkunderaum, dem Chemieraum und einem heute nicht mehr existenten Sprachlabor beendet. Die Pförtnerloge des Hausmeisters wurde verlegt von einem Raum gegenüber dem Lehrerzimmer in den Mitteltrakt gegenüber dem alten Erdkunderaum, der zuvor als regulärer Klassenraum genutzt wurde. Das Lehrerzimmer wurde verlegt von der heutigen Lehrerbibliothek in einen Anbau am Haupteingang und die Schülerbücherei vom heutigen Oberstufenraum in den Pausenflur des Osttraktes. Seitdem ist die Schule in ihrem Aussehen weitgehend gleich geblieben.
1983/1984 wurde eine „Säule der Wissenschaften und Künste“ am Schuleingang errichtet.
1984 machten die ersten grundständigen Gymnasiasten Abitur. 1986 ging der Schulleiter Siepelmeyer in Pension, Nachfolger wurde Detlef Nolte.
Im Mai 1995 wurde eine neue Aula mit Musikraum und Meditationsraum eingeweiht. Der Erweiterungsbau wurde von dem Architekten Josef Paul Kleihues entworfen.
2002 wurde ein Verein der ehemaligen Schüler gegründet, welcher sich dem Förderverein anschloss. Im Jahr 2005 entschloss sich der Förderverein unter den aktuellen sowie den ehemaligen Schülern eine Ausschreibung zur Entwicklung eines neuen Schullogos auszurufen. Am 23. Dezember 2005 wurde der Gewinner dieser Ausschreibung sowie das neue Schullogo bekannt gegeben, das seitdem auf den offiziellen Dokumenten, der Internetseite sowie dem Piusbrief der Schule geführt wird.
Seit dem Schuljahr 2005/2006 besteht am St.-Pius-Gymnasium die Möglichkeit, in acht Jahren das Abitur abzulegen.
Seit den ersten Abiturprüfungen am St.-Pius-Gymnasium im Jahr 1968 haben innerhalb von vierzig Jahren 2030 Schülerinnen und Schüler das Abitur erlangt.
Im August 2010 übernahm Norbert Just mit dem neuen Schuljahr 2010/11 das Amt des neuen Schulleiters.
Im Rahmen der allgemeinen Sanierung der Schulgebäude des Schulträgers, dem Bistum Münster, wurde seit 2010 das gesamte Schulgebäude des St.-Pius-Gymnasiums grundlegend saniert. In die Konzeption des Gebäudes flossen neben energetischen Aspekten auch pädagogische Konzeptionen mit ein. Im Sommer 2012 konnte der grundsanierte und erweiterte Osttrakt mit 12 Klassenräumen in Betrieb genommen werden. Alle Räume wurden mit einer automatischen Lüftungsanlage mit einer Wärmerückgewinnung und Luftfiltern ausgestattet. Im folgenden Jahr wurde eine Mensa gebaut und konnte im Sommer 2012 eingeweiht werden. Auch in diesem zentralen Aufenthaltsbereich sorgen eine Lüftungsanlage mit Wärmerückgewinnung und Luftfiltern für ein optimales Raumklima. Im Sommer 2013 nahm das Lernzentrum (LIZ) den Betrieb auf. Einhergehend mit der Umgestaltung und Möblierung der Ost- und der Mittelhalle ist ein Konzept der offenen Lernräume entstanden, das den Raum für einen individualisierten Unterricht eröffnet. Mittlerweile sind alle Fachräume des St.-Pius von Grund auf saniert und den Anforderungen eines modernen Unterrichts in den Naturwissenschaften und der Musik entsprechend gestaltet. Beide Turnhallen des St.-Pius sind ebenfalls von Grund auf renoviert und mit einer Lüftungsanlage zur Wärmerückgewinnung und Luftfilterung ausgestattet. Mit der Neugestaltung des Informatikraumes und der Kunsträume ist 2023 die komplette Sanierung des Schulgebäudes des St.-Pius-Gymnasiums abgeschlossen.
Im Juni 2013 wurde unter dem Namen „PiusCOnnEct“ ein Verein der ehemaligen Schüler des St.-Pius-Gymnasiums gegründet. Für Anfang September 2014 sind Feierlichkeiten anlässlich des 50-jährigen Bestehens der Schule geplant.

## Schüler

### Schülerzahlen im Wandel
| Jahr      | Anz. Schüler |
| --------- | ------------ |
| 1964/1965 | 88           |
| 1965/1966 | 132          |
| 1966/1967 | 181          |
| 1968/1969 | 203          |
| 1974/1975 | 289          |
| 1975/1976 | 396          |
| 1976/1977 | 435          |
| 1979/1980 | 524          |
| 1985/1986 | 606          |
| 1986/1987 | 650          |
| 2000/2001 | 587          |
| 2001/2002 | 627          |
| 2003/2004 | 730          |
| 2005/2006 | 688          |
| 2007/2008 | 803          |
| 2014/2015 | 650          |
| 2019/2020 | 750          |

### Bekannte Schüler
- Jan Ammann (* 1975), Sänger und Musicaldarsteller
- Christian Baumeister (* 1971), Tierfilmer
- Uwe Brunn, Gitarrist der Deutschrockband Virus D
- Bernd Feller (* 1953), Schlagzeuger der Deutschrockband Virus D
- Heinrich Schafmeister (* 1957), Schauspieler
- Siegfried Schoppe (* 1944), Wirtschaftswissenschaftler
- Franz-Peter Tebartz-van Elst (* 1959), apostolischer Delegat
- Henning Höne (* 1987), Politiker (FDP)